# Aeroporto de Capelinha
O Aeroporto de Capelinha (ICAO: SICK) é um aeroporto brasileiro localizado no município de Capelinha no estado de Minas Gerais. Está situado a 3,5 quilômetros do centro da cidade de Capelinha e a 290 quilômetros da capital Belo Horizonte.
Não há informações acerca de sua inauguração.